# Karol Poznańskis palæ
Karol Poznańskis palæ (polsk Pałac Karola Poznańskiego) ligger på hjørnet af Gdańska- og 1. Maj-gaden i Łódź. Det er et af byens smukkeste fabrikantpaladser og blev bygget i årene 1904-1908 efter tegninger af Adolf Zeligson. Palæet var en gave fra Izrael Poznański til sønnen Karol.
Paladset præges af italiensk renæssance og barok, skønt man også kan finde elementer af art nouveau. Bygningen består af en frontdel og to sidefløje som står vinkelret på hinanden. På yddersiden findes balustrader, karnapper og dekorative friser. Den indre trappeopgang er bevaret i uberørt tilstand i marmor med vifteformede trapper og et effektfuldt glasmaleri. 
I dag huser paladset Grażyna og Kiejstut Bacewicz musikhøjskole.

51°46′22.44″N 19°26′55.66″Ø / 51.7729000°N 19.4487944°Ø